# Acanthephyridae
Acanthephyridae Spence Bate, 1888 è una famiglia di gamberetti appartenenti alla superfamiglia Oplophoroidea diffusi in tutti gli oceani e tipici delle acque profonde.

## Descrizione
Rispetto ai gamberetti della famiglia Oplophoridae, l'altra famiglia appartenente alla superfamiglia Oplophoroidea, hanno occhi più piccoli e non presentano fotofori sull'esoscheletro.

## Tassonomia
In questa famiglia sono riconosciuti 6 generi, prima riconosciuti nella famiglia Oplophoridae, rivelatasi polifiletica.
- Acanthephyra A. Milne-Edwards, 1881
- Ephyrina Smith, 1885
- Heterogenys Chace, 1986
- Hymenodora G.O. Sars, 1877
- Kemphyra Chace, 1986
- Meningodora Smith, 1882
- Notostomus A. Milne-Edwards, 1881
- Tropiocaris Spence Bate, 1888